# Tennis op de Paralympische Zomerspelen

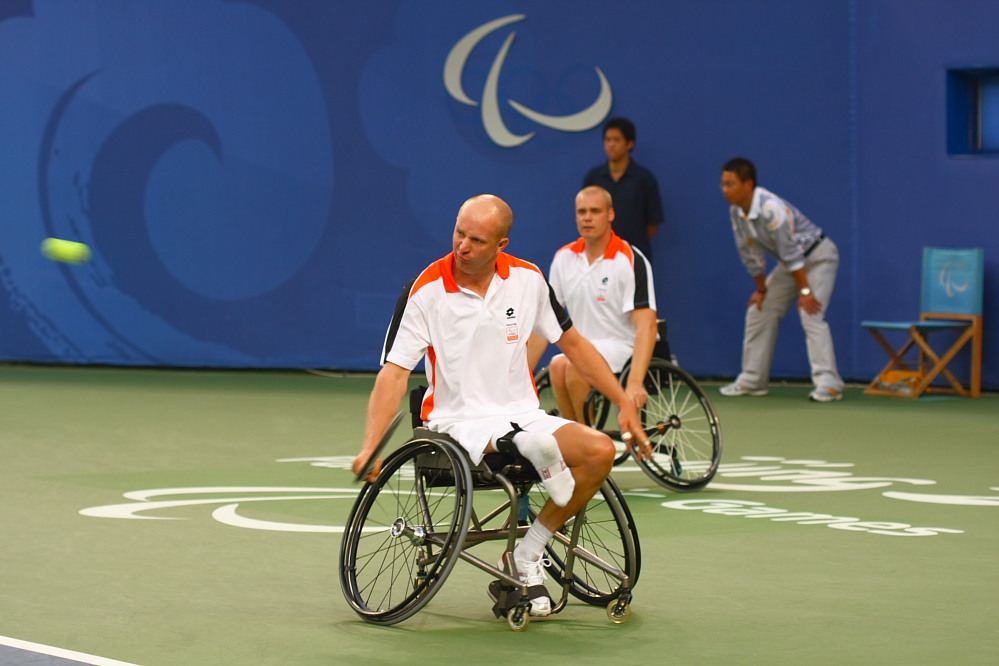
Ronald Vink en Maikel Scheffers, Peking 2008

Rolstoeltennis is een van de sporten die op het programma van de Paralympische Spelen staan. De sport staat onder auspiciën van de Internationale tennisfederatie (ITF).

## Regels
De regels voor het paralympisch tennis komen overeen met het gewone tennis. Het enige verschil is dat de bal twee keer mag stuiten voordat hij moet worden teruggeslagen. De eerste stuit moet binnen het speelveld zijn, de tweede mag er buiten. De wedstrijden gaan over maximaal drie sets.

## Classificatie
De sporters moeten een blijvend half of volledige verlies van de beenfunctie hebben in ten minste één been. Spelers die een beperking in drie of meer ledematen hebben, doen mee bij het quad-onderdeel. Bij het quadtennis spelen mannen en vrouwen door elkaar en is er geen aparte competitie.

## Evenementen
In totaal staan er zes onderdelen op het programma sinds 2004.
- Rolstoeltennis, mannen, enkelspel
- Rolstoeltennis, vrouwen, enkelspel
- Rolstoeltennis, mannen, dubbelspel
- Rolstoeltennis, vrouwen, dubbelspel
- Quadtennis, open, enkelspel
- Quadtennis, open, dubbelspel

## Geschiedenis
Tennis staat vanaf 1992 op het programma. In 1988 was het een demonstratiesport. De quads doen mee sinds 2004.